# Prainha
Prainha là một đô thị thuộc bang Pará, Brasil. Đô thị này có diện tích 12599,481 km², dân số năm 2007 là 26697 người, mật độ 2,12 người/km².